# Jean-Louis d'Usson de Bonnac (diplomate)
Pour les articles homonymes, voir Bonnac.
 (février 2012).
Si vous disposez d'ouvrages ou d'articles de référence ou si vous connaissez des sites web de qualité traitant du thème abordé ici, merci de compléter l'article en donnant les références utiles à sa vérifiabilité et en les liant à la section « Notes et références ».
Ne doit pas être confondu avec son fils, Jean-Louis d'Usson de Bonnac, évêque d'Agen ou  son autre fils, Pierre Chrysostème d'Usson de Bonnac, diplomate.

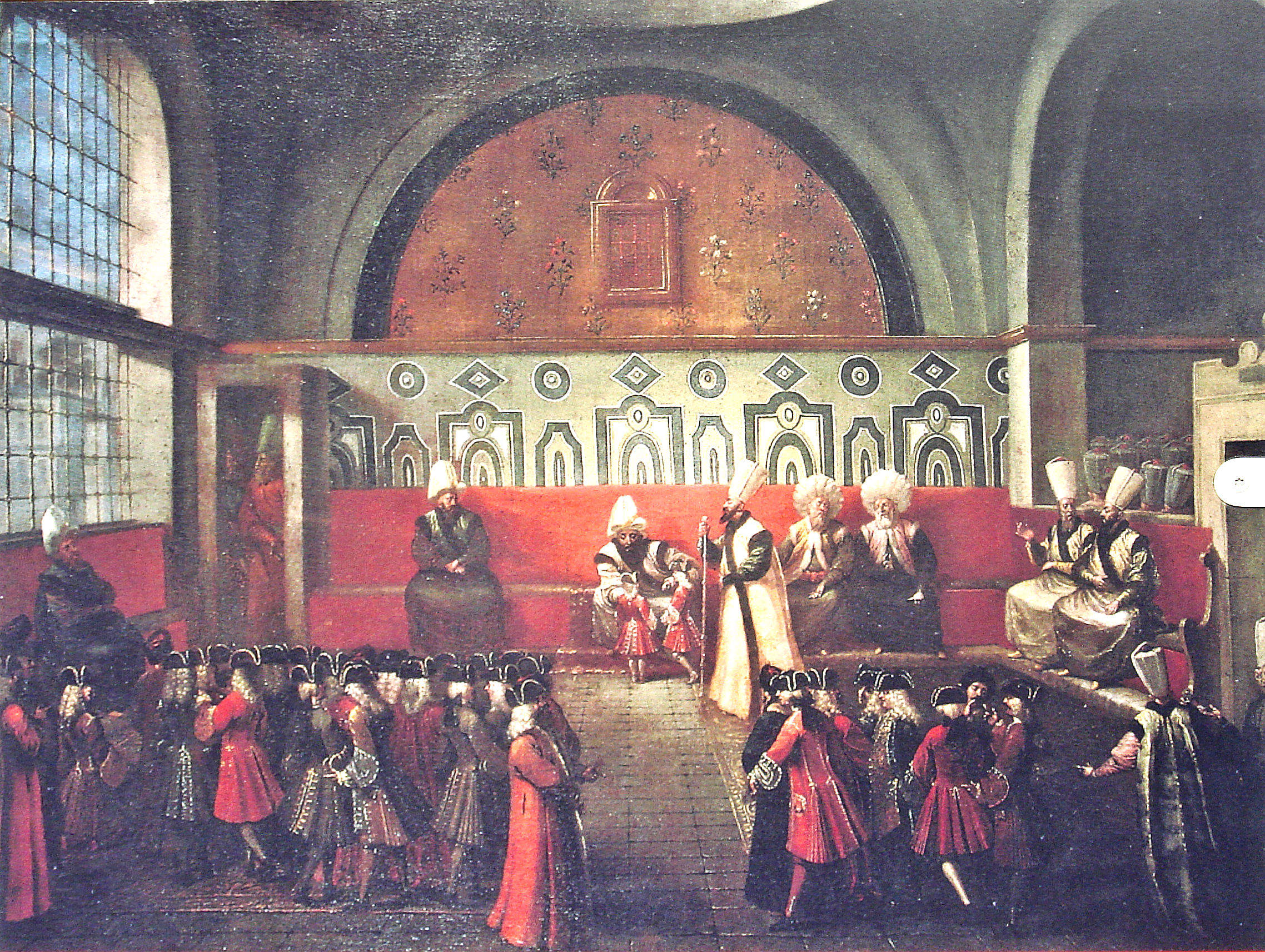
Réception des enfants du marquis de Bonnac par le sultan Ottoman, par Jean-Baptiste van Mour.

Jean-Louis d'Usson, marquis de Bonnac (1672-1738) est un militaire et diplomate français des XVIIe et XVIIIe siècles. Il est successivement ambassadeur de France auprès du royaume de Suède, de la Pologne, du royaume d'Espagne (1711-1713), de l'Empire ottoman (1716-1724) et de la Suisse (1726-1733).

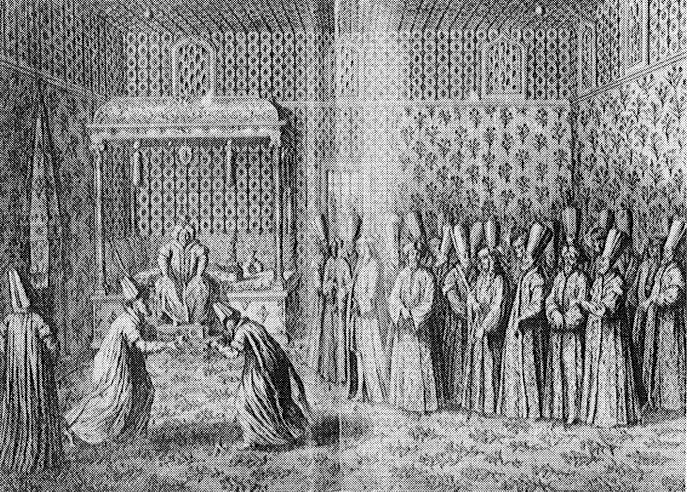
L'ambassadeur français, le marquis de Bonnac, reçu par le Sultan Ahmed III.

## Biographie

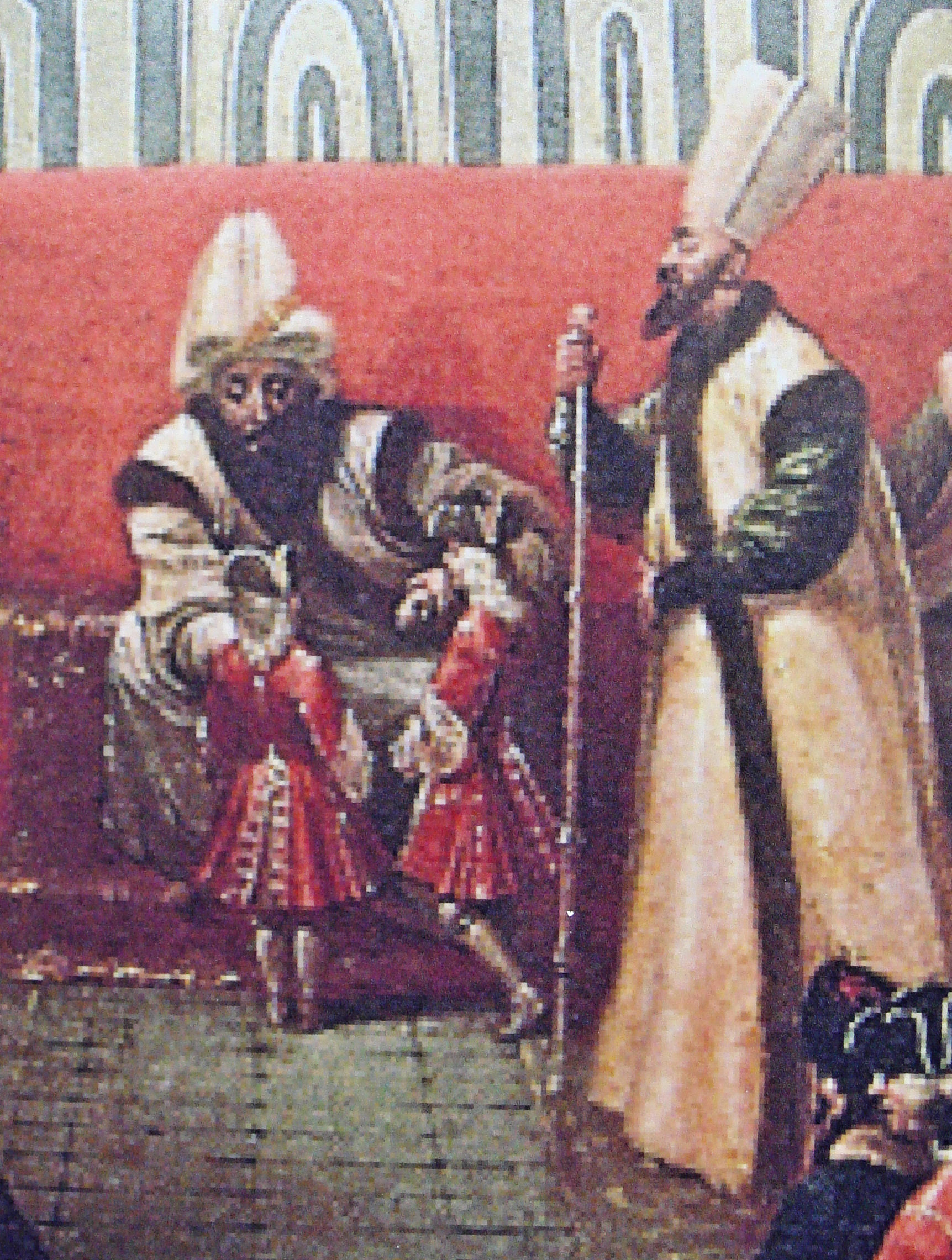
Réception des enfants du Marquis de Bonnac par le Sultan Ottoman (détail).

Il est le fils de Salomon d’Usson et d’Esther de Jassaud. Son père est un calviniste converti.
Il s'engage tout jeune dans les Mousquetaires du Roi. En 1694, un an après la création de l'Ordre, il est fait chevalier de Saint-Louis et accompagne son oncle François d'Usson de Bonrepaus à son ambassade aux Pays-Bas. Il est fait commandeur de Saint-Louis en 1699.
En 1701, il devient commandant de régiment puis représentant du roi de France auprès du roi Charles XII de Suède, puis en 1707 auprès du roi de Pologne, Stanislas Leszczynski. Après la bataille de Poltava, en 1709, il revient en France.
Il est nommé ambassadeur à Madrid, un poste qu'il occupe entre 1711 et 1713. Il est ambassadeur de France auprès de l'Empire ottoman de 1716 à 1724 à Constantinople. Une de ses principales missions est alors de s'assurer que l'Empire Ottoman reste une menace pour l'empire des Habsbourgs, le principal rivale de la France en Europe, cet affaiblissement est alors l'un des objectifs de l'alliance franco-ottomane. À son retour en France, en 1724, il est fait chevalier de l'Ordre de Saint-André ; et chevalier de l'Ordre du Saint-Esprit en 1726, mais il ne sera jamais reçu ayant déjà quitté la France. Enfin, il est — de 1726 à 1733 — ambassadeur de France auprès de la Suisse. À cette occasion il rencontre à Soleure Jean-Jacques Rousseau, qui servait alors d'interprète à un archimandrite escroc ; le marquis démasque rapidement l'escroc, puis, pris de sympathie pour Rousseau, lui donne assez d'argent pour voyager jusqu'à Paris.
On a de lui un Mémoire historique sur l'Ambassade de France à Constantinople.

## Mariage et descendance
Il épouse en 1715, Madeleine Françoise de Gontaut-Biron (1692-1739), qui appartenait à la famille de Gontaut-Biron, une famille ancienne et influente à la Cour de France. Elle est la fille de Charles Armand de Gontaut, duc de Biron (mort en 1756), maréchal de France, premier écuyer de Philippe d’Orléans, Régent de France.
- François Armand d'Usson, marquis de Bonnac (1716-1778),
- Charles Armand d'Usson de Bonnac, marquis de Donezan,
- Victor Timoléon d'Usson de Bonnac,
- Pierre Chrysostème d'Usson de Bonnac (1724-1782) également diplomate français,
- Jean-Louis d'Usson de Bonnac (1734-1821), évêque d'Agen et député du clergé agenais aux États généraux.